# شهرستان دینگشینگ
شهرستان دینگشینگ (به لاتین: Dingxing County) یک منطقهٔ مسکونی در چین است که در بائودینگ واقع شده‌است. شهرستان دینگشینگ ۷۱۴ کیلومتر مربع مساحت و ۶۰۰٬۰۰۰ نفر جمعیت دارد و ۳۰ متر بالاتر از سطح دریا واقع شده‌است.